# Great Braxted
Great Braxted är en by och en civil parish i Maldon i Storbritannien. Den ligger i grevskapet Essex och riksdelen England, i den sydöstra delen av landet, 70 km nordost om huvudstaden London. Orten har 323 invånare (2001). Byn nämndes i Domedagsboken (Domesday Book) år 1086, och kallades då Brac(c)hesteda.
Kustklimat råder i trakten. Årsmedeltemperaturen i trakten är 9 °C. Den varmaste månaden är augusti, då medeltemperaturen är 18 °C, och den kallaste är januari, med 0 °C.